# Cantó de Belvés
El cantó de Belvés és un cantó francès del departament de la Dordonya, situat al districte de Sarlat e la Canedat. Té 14 municipis i el cap és Belvés.

## Municipis
- Belvés
- Carvas
- Cladech
- Doissac
- Grivas
- Larzac
- Mont Plasent
- Sagelat
- Sench Amand de Belvés
- Senta Fe de Belvés
- Sent German de Belvés
- Sent Pardol e Vièlh Vic
- Salas de Belvés
- Sieurac de Perigòrd

## Història
| Data d'elecció                           | Identitat           | Partit                              | Qualitat |
| ---------------------------------------- | ------------------- | ----------------------------------- | -------- |
| 1988-1994                                | René Barde          | UDF                                 |          |
| 1994-                                    | Claudine Le Barbier | Unió pels Demòcrates de la Dordonya |          |
| les dades anteriors no són pas conegudes |                     |                                     |          |
|                                          |                     |                                     |          |

## Demografia
| 1962  | 1968  | 1975  | 1982  | 1990  | 1999  | 2006  |
| ----- | ----- | ----- | ----- | ----- | ----- | ----- |
| 4.524 | 4.364 | 4.096 | 4.155 | 4.126 | 4.013 | 4.277 |